# WCT Finals 1977
Il WCT Finals 1977 è stato un torneo di tennis giocato sul sintetico indoor. È stata la 7ª edizione del torneo, che fa parte del World Championship Tennis 1977. Il torneo si è giocato al Moody Coliseum di Dallas negli Stati Uniti dal 10 al 15 maggio 1977.

## Partecipanti

### Teste di serie
| Nazionalità | Giocatore        | Ranking | Testa di serie |
| ----------- | ---------------- | ------- | -------------- |
| Stati Uniti | Jimmy Connors    | 1       | 1              |
| Stati Uniti | Dick Stockton    | 15      | 2              |
| Romania     | Ilie Năstase     | 3       | 3              |
| Polonia     | Wojciech Fibak   | 14      | 4              |
| Stati Uniti | Vitas Gerulaitis | 18      | 5              |
| Stati Uniti | Eddie Dibbs      | 9       | 6              |
| Italia      | Adriano Panatta  | 11      | 7              |
| Sudafrica   | Cliff Drysdale   | 25      | 8              |

## Campioni

### Singolare maschile
Jimmy Connors ha battuto in finale  Dick Stockton con il punteggio di 6–7, 6–1, 6–4, 6–3